# Santa Cruz do Capibaribe
Santa Cruz do Capibaribe é um município brasileiro do estado de Pernambuco. Santa Cruz, além de uma cidade polo, que é a maior produtora de confecções de Pernambuco, segundo o SENAI, é a 2º maior produtora de confecções do Brasil, ficando atrás apenas da capital paulista e possui o maior parque de confecções da América Latina em sua categoria, o Moda Center Santa Cruz.
Está a cerca de 185,7 quilômetros de distância da capital pernambucana, Recife. No nível estadual Santa Cruz do Capibaribe é o 13º município mais populoso, 15º mais rico (PIB), e o 25º em qualidade de vida (IDH-M). Sua população, conforme estimativas do IBGE de 2021, era de 111 812 habitantes.

## Geografia

### Limites
| Noroeste: Caraúbas (Paraíba) | Norte: Barra de São Miguel (Paraíba) | Nordeste: Alcantil (Paraíba) |
| Oeste: Jataúba               |                                      | Leste: Taquaritinga do Norte |
| Sudoeste: Jataúba            | Sul: Brejo da Madre de Deus          | Sudeste: Toritama            |

## Clima
Santa Cruz do Capibaribe possui clima semiárido, do tipo BSh, com índice pluviométrico de aproximadamente 460 milímetros por ano, um dos mais baixos do estado de Pernambuco. A temperatura média anual gira em torno dos 23 °C.
| Dados climatológicos para Santa Cruz do Capibaribe | Dados climatológicos para Santa Cruz do Capibaribe | Dados climatológicos para Santa Cruz do Capibaribe | Dados climatológicos para Santa Cruz do Capibaribe | Dados climatológicos para Santa Cruz do Capibaribe | Dados climatológicos para Santa Cruz do Capibaribe | Dados climatológicos para Santa Cruz do Capibaribe | Dados climatológicos para Santa Cruz do Capibaribe | Dados climatológicos para Santa Cruz do Capibaribe | Dados climatológicos para Santa Cruz do Capibaribe | Dados climatológicos para Santa Cruz do Capibaribe | Dados climatológicos para Santa Cruz do Capibaribe | Dados climatológicos para Santa Cruz do Capibaribe | Dados climatológicos para Santa Cruz do Capibaribe |
| Mês                                                | Jan                                                | Fev                                                | Mar                                                | Abr                                                | Mai                                                | Jun                                                | Jul                                                | Ago                                                | Set                                                | Out                                                | Nov                                                | Dez                                                | Ano                                                |
| -------------------------------------------------- | -------------------------------------------------- | -------------------------------------------------- | -------------------------------------------------- | -------------------------------------------------- | -------------------------------------------------- | -------------------------------------------------- | -------------------------------------------------- | -------------------------------------------------- | -------------------------------------------------- | -------------------------------------------------- | -------------------------------------------------- | -------------------------------------------------- | -------------------------------------------------- |
| Temperatura máxima média (°C)                      | 30                                                 | 29,6                                               | 29,4                                               | 28,3                                               | 26,4                                               | 24,9                                               | 24,4                                               | 24,9                                               | 26,7                                               | 28,4                                               | 29,4                                               | 29,7                                               | 27,7                                               |
| Temperatura média (°C)                             | 24,6                                               | 24,4                                               | 24,5                                               | 23,9                                               | 22,6                                               | 21,4                                               | 20,7                                               | 20,8                                               | 22,2                                               | 23,3                                               | 23,9                                               | 24,3                                               | 23,1                                               |
| Temperatura mínima média (°C)                      | 19,3                                               | 19,3                                               | 19,6                                               | 19,5                                               | 18,9                                               | 17,9                                               | 17                                                 | 16,8                                               | 17,7                                               | 18,2                                               | 18,5                                               | 18,9                                               | 18,5                                               |
| Precipitação (mm)                                  | 24                                                 | 47                                                 | 85                                                 | 84                                                 | 59                                                 | 53                                                 | 50                                                 | 20                                                 | 9                                                  | 4                                                  | 3                                                  | 18                                                 | 457                                                |
| Fonte: Climate-Data.org                            |                                                    |                                                    |                                                    |                                                    |                                                    |                                                    |                                                    |                                                    |                                                    |                                                    |                                                    |                                                    |                                                    |

## Demografia
Da população total em 2010, 23.467 tinham menos de 15 anos de idade, 58.384 habitantes tinham de 15 a 64 anos e 5.731 pessoas possuíam mais de 65 anos. O Índice de Desenvolvimento Humano (IDH-M) de Santa Cruz do Capibaribe é de 0,648, sendo considerado médio pelo Programa das Nações Unidas para o Desenvolvimento (PNUD), ocupando a vigésima quinta colocação no ranking estadual.

## Economia
Santa Cruz do Capibaribe é o principal ponto de escoação e vendas de confecções de Pernambuco, que com Toritama e Caruaru formam o destacado triângulo das confecções. Hoje a cidade é o segundo maior polo de confecções do Brasil, superada apenas pela cidade de São Paulo. Desde 2008, a cidade é uma das maiores fornecedoras de confecções para sofisticadas lojas de grife dos principais shopping centers de São Paulo e Rio de Janeiro. Atualmente o PIB de Santa Cruz do Capibaribe cresce ao "ritmo chinês" de 11,895%(2014). E possui cerca de 12 mil empresas. segundo o SEBRAE o estado de Pernambuco possuí 22 mil empresas do ramo de confecção, sendo que cerca de 85% ficam em Santa Cruz do Capibaribe. Em 2016 a revista Exame classificou Santa Cruz do Capibaribe como uma das 50 cidades pequenas mais desenvolvidas do Brasil.

### Moda Center Santa Cruz

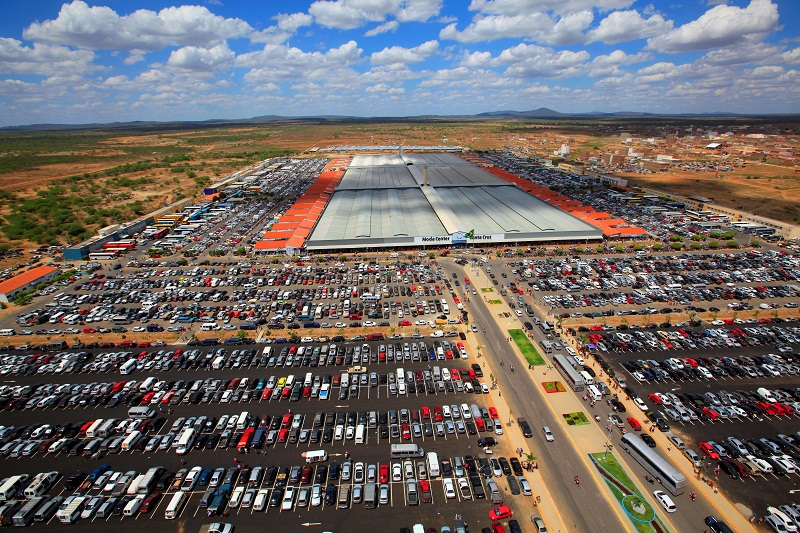
Complexo de compras Moda Center Santa Cruz

O Moda Center Santa Cruz é o maior parque de confecções da América Latina. O gigante construído no Agreste Pernambucano Setentrional e denominado de "Moda Center Santa Cruz", distante do centro 3 km, que abriga de modo permanente, a feira de confecções que antes funcionava como feira livre no centro da cidade. Construído em 32 hectares ao lado da cidade de Santa Cruz do Capibaribe a 180 km do Recife, que com Toritama e Caruaru formam o destacado triângulo das confecções em Pernambuco.

## Cultura

### Música
Em 2018, a banda de rock Beth Morfina tornou-se a primeira banda de rock da cidade a conquistar o Prêmio da Música de Pernambuco ao vencer a categoria Melhor Álbum de Rock com seu segundo trabalho: In Coma.
O grupo voltou a ser indicado a premiação com seu quarto álbum de estúdio, Rua D Box 4, em 2022.

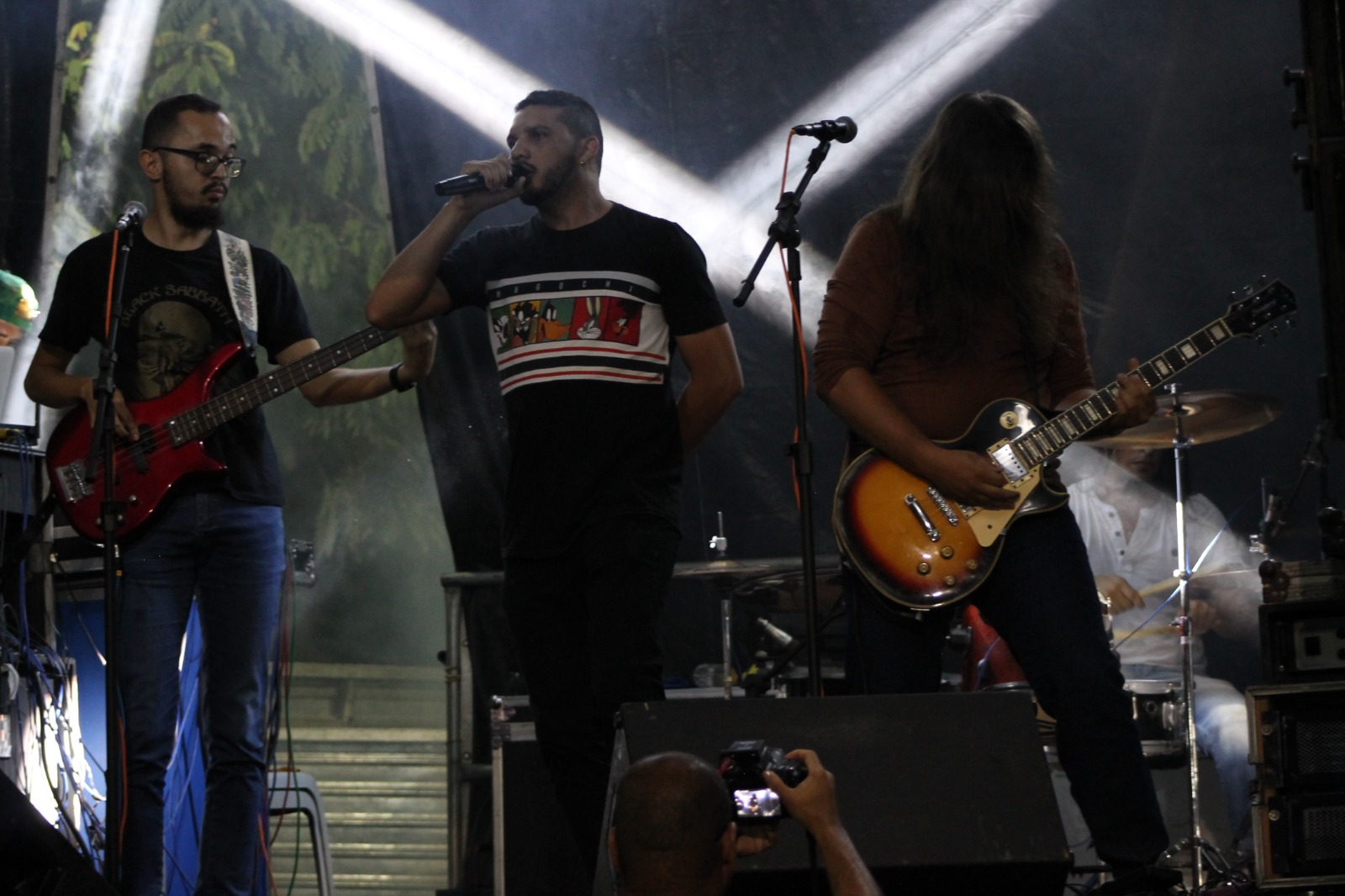
Banda Beth Morfina em maio de 2023